# 瓦亞納德鋸鱗鱸
瓦亞納德鋸鱗鱸，為輻鰭魚綱鱸形目鱸亞目鋸鱗鱸科的其中一種，分布於亞洲印度淡水流域，本魚體粗短，體色以灰綠色，魚鰭黃色至橙色，體側深色具有不規則的斑紋，背鰭硬棘15-16枚；背鰭軟條11枚；臀鰭硬棘5枚；臀鰭軟條7枚，體長可達9.5公分，棲息在底中層水域，生活習性不明，可做為食用魚及觀賞魚。

## 擴展閱讀
維基物種上的相關：瓦亞納德鋸鱗鱸